# Luxemburg (provincie)

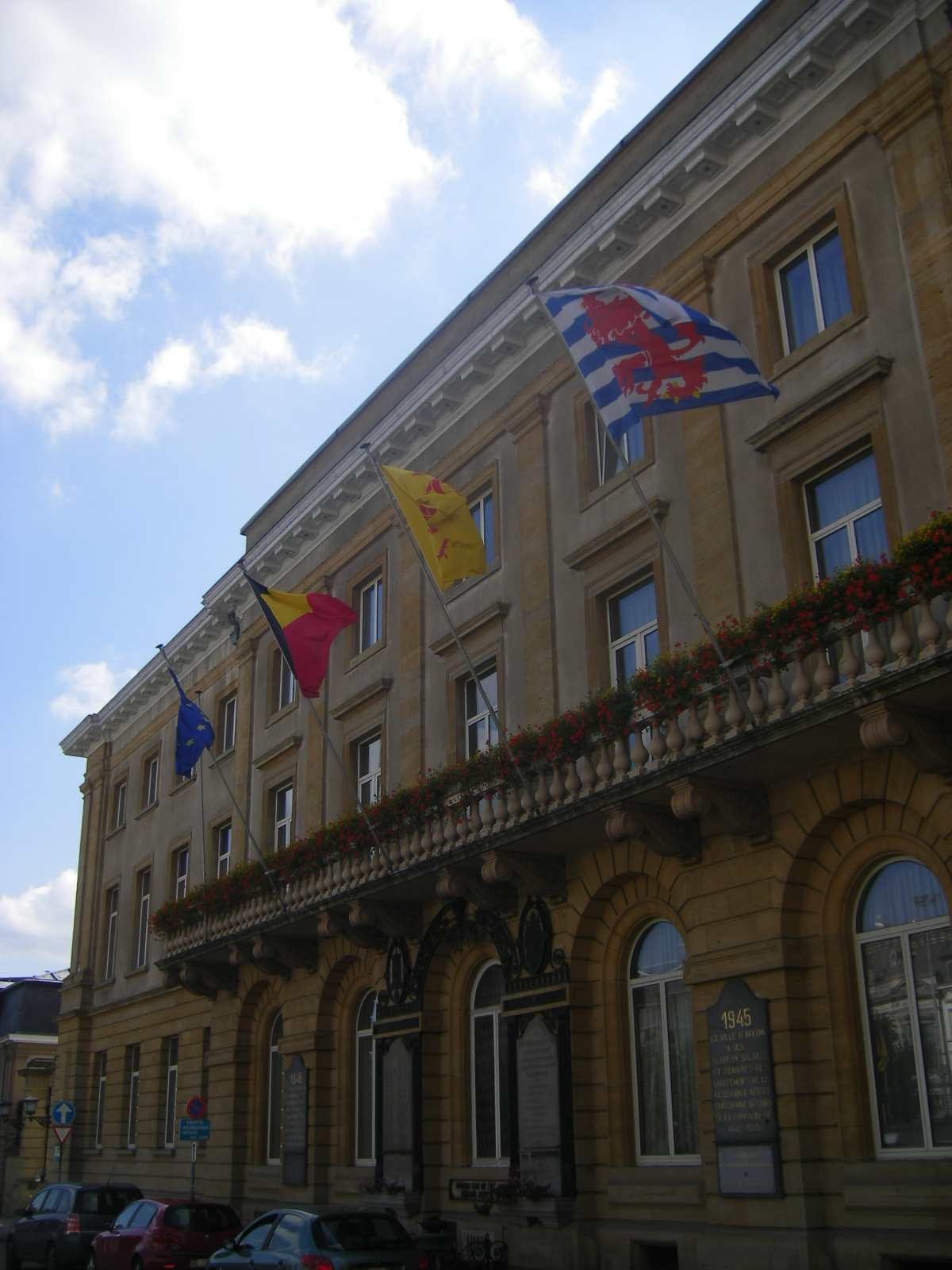
Het provinciale paleis in Aarlen.

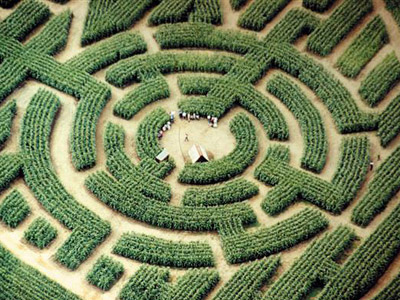
Het Labyrint van Barvaux, een doolhof in een maisveld

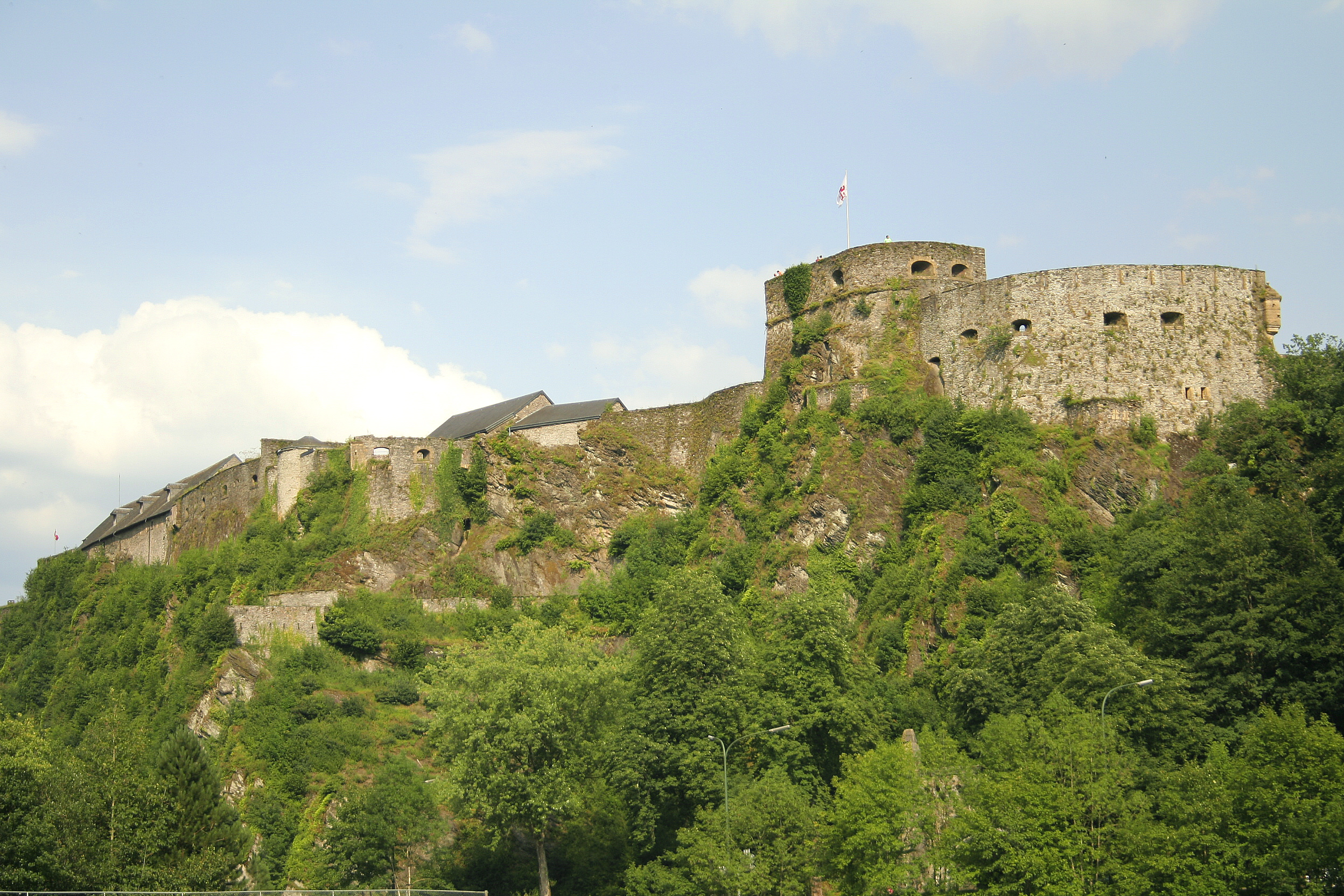
kasteel van Bouillon

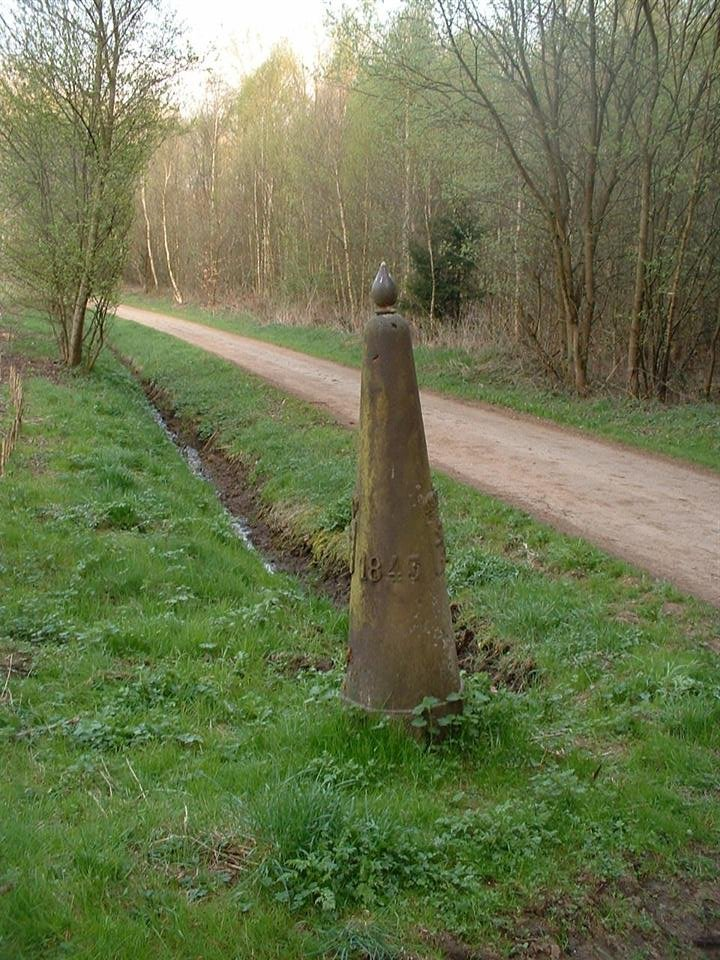
Grenspaal met het Groothertogdom Luxemburg

Het voormalige logo van de provincie Luxemburg

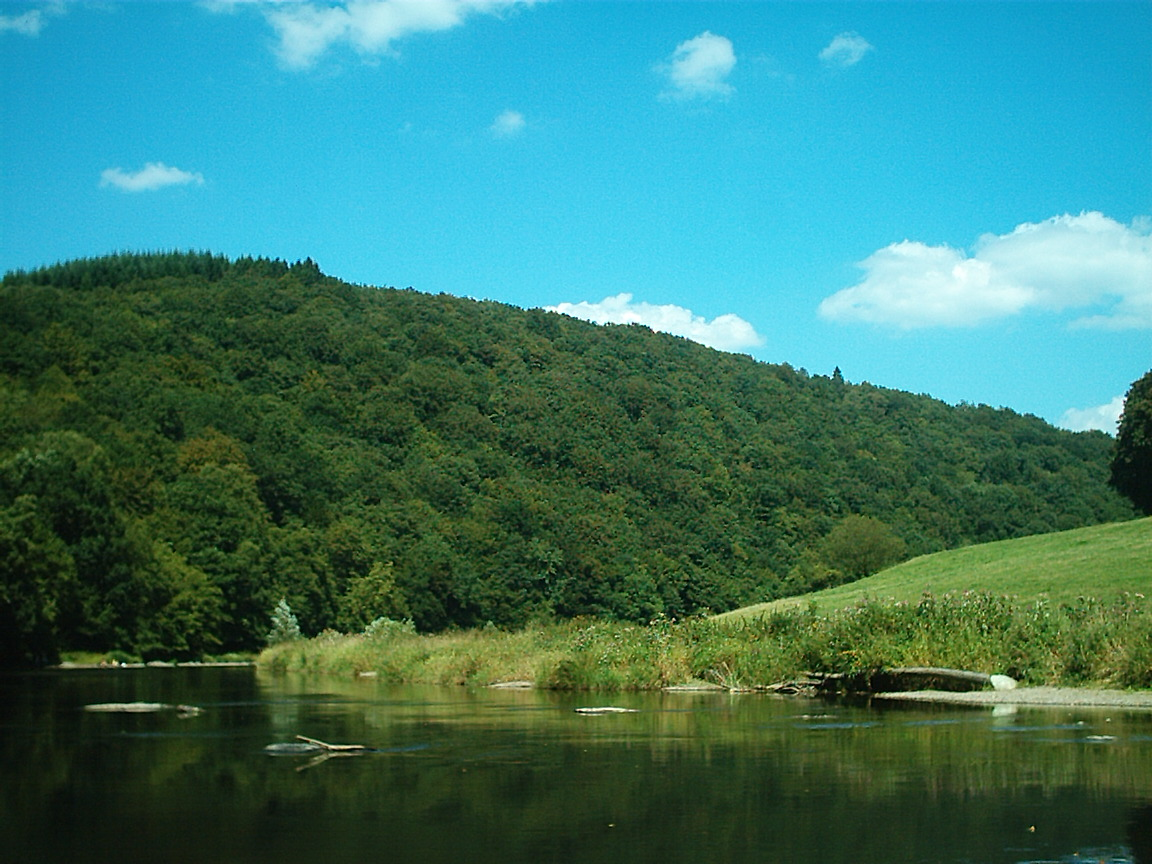
De Semois

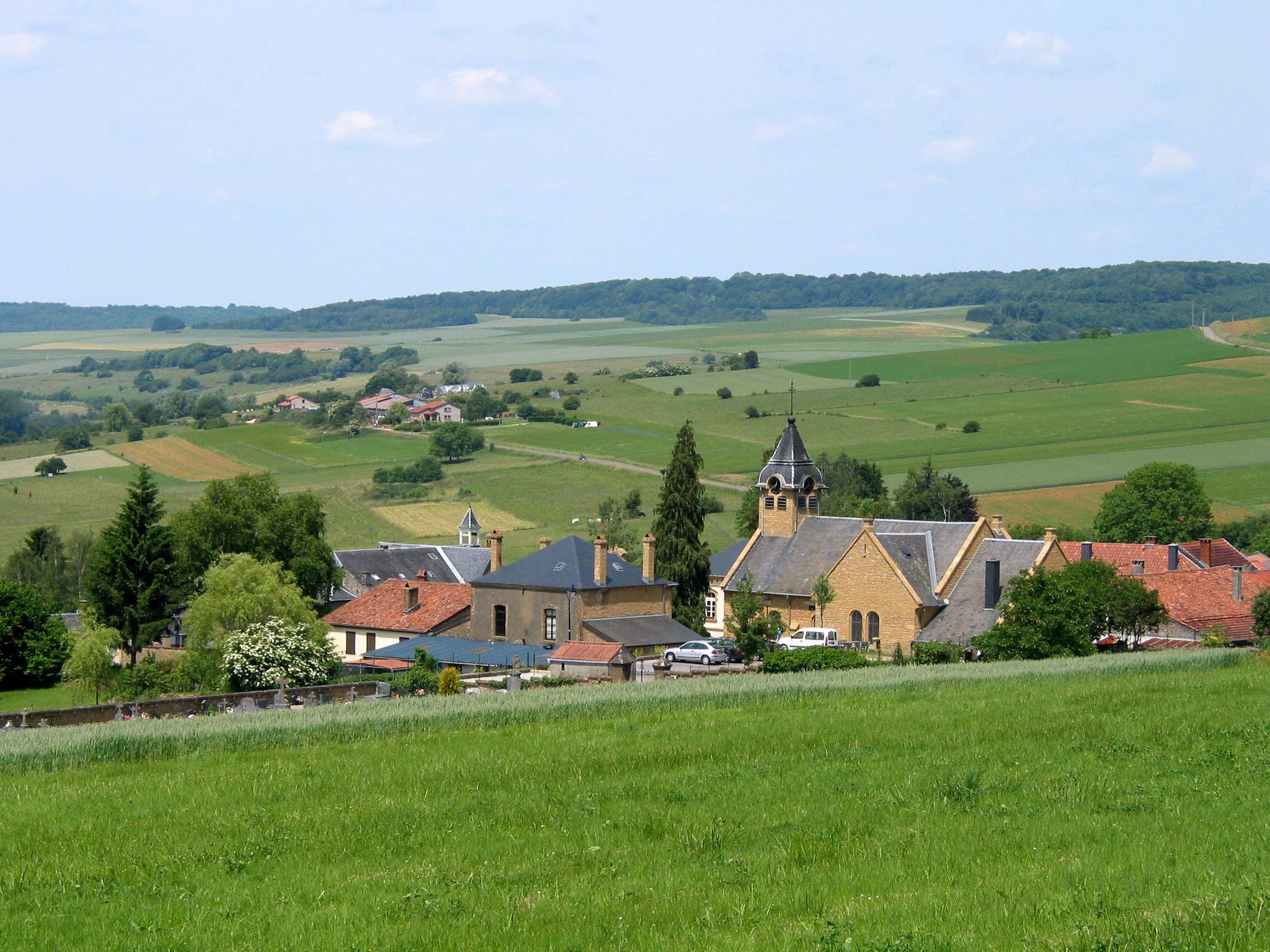
Torgny, het zuidelijkste dorp van België

Luxemburg (Frans: Luxembourg; Waals: Lussimbork; Luxemburgs: Lëtzebuerg) is een van de tien Belgische en een van de vijf Waalse provincies. Het grenst aan het Groothertogdom Luxemburg en Frankrijk. Het wordt ook wel eens Belgisch-Luxemburg genoemd.

## Geschiedenis
De provincie ontstond in 1839, negen jaar na het ontstaan van België, uit het Franstalige deel van het Groothertogdom Luxemburg.
In de jaren 1880 werden in het gebied de dolmen van Wéris en van Oppagne gevonden, alsook een aantal losse menhirs. Ze werden aangekocht en gerestaureerd, waarbij ook een Romeinse weg en Romeinse munten werden aangetroffen.

## Geografie

### Topografie
De provincie heeft een oppervlakte van 4459,25 km², daarmee is het naar oppervlakte de grootste provincie van zowel het Waalse Gewest als van België. De hoofdstad van Luxemburg is Aarlen, gelegen in het zuidoosten van de provincie. Het hoogste punt vormt de 651 meter hoge Baraque de Fraiture in de gemeente Vielsalm. Rond de hoogste toppen is op beperkte schaal wintersport mogelijk.

### Hydrografie
De provincie is rijk aan rivieren, zoals de Semois, Lesse, Ourthe, Lhomme en Sûre en riviertjes zoals onder andere de Rulles, Vierre, Vire, Ton. Op de Ourthe bij Nisramont en de Vierre bij Suxy zijn stuwdammen gebouwd. De Chiers vormt ter hoogte van Torgny over enkele kilometer de grens met Frankrijk. Het centraal-oosten van de provincie behoort met de Sûre en zijn bijriviertjes tot het stroombekken van de Rijn. De rest van de provincie behoort tot het bekken van de Maas. Begin 19e eeuw werd begonnen met de bouw van het Ourthekanaal dat een verbinding zou vormen tussen de Maas bij Luik en de Moezel te Wasserbillig. Bij de onafhankelijkheid van België in 1830 werden de werken stilgelegd en het kanaal werd nooit voltooid. In Bernistap op de grens met het Groothertogdom zijn resten te vinden van de kanaaltunnel die op dat ogenblik in aanbouw was.

### Geografische streek
De provincie maakt bijna geheel deel uit van de Ardennen-streek. Het zuidelijkste deel van Luxemburg heet de Gaume, ook wel Belgisch-Lotharingen genoemd. Dit gebied hoort niet meer bij de Ardennen maar bij Lotharingen. Het is een lagere streek dan de Ardennen (de toppen reiken niet verder dan zo'n vierhonderd meter) en heeft een milder klimaat. Samen met de Kempen worden hier de hoogste temperaturen van België gemeten tijdens de zomermaanden.

### Administratieve indeling

#### Arrondissementen

##### Administratieve arrondissementen
De provincie Luxemburg heeft vijf administratieve arrondissementen:

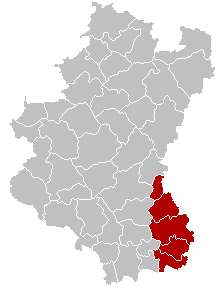
Aarlen
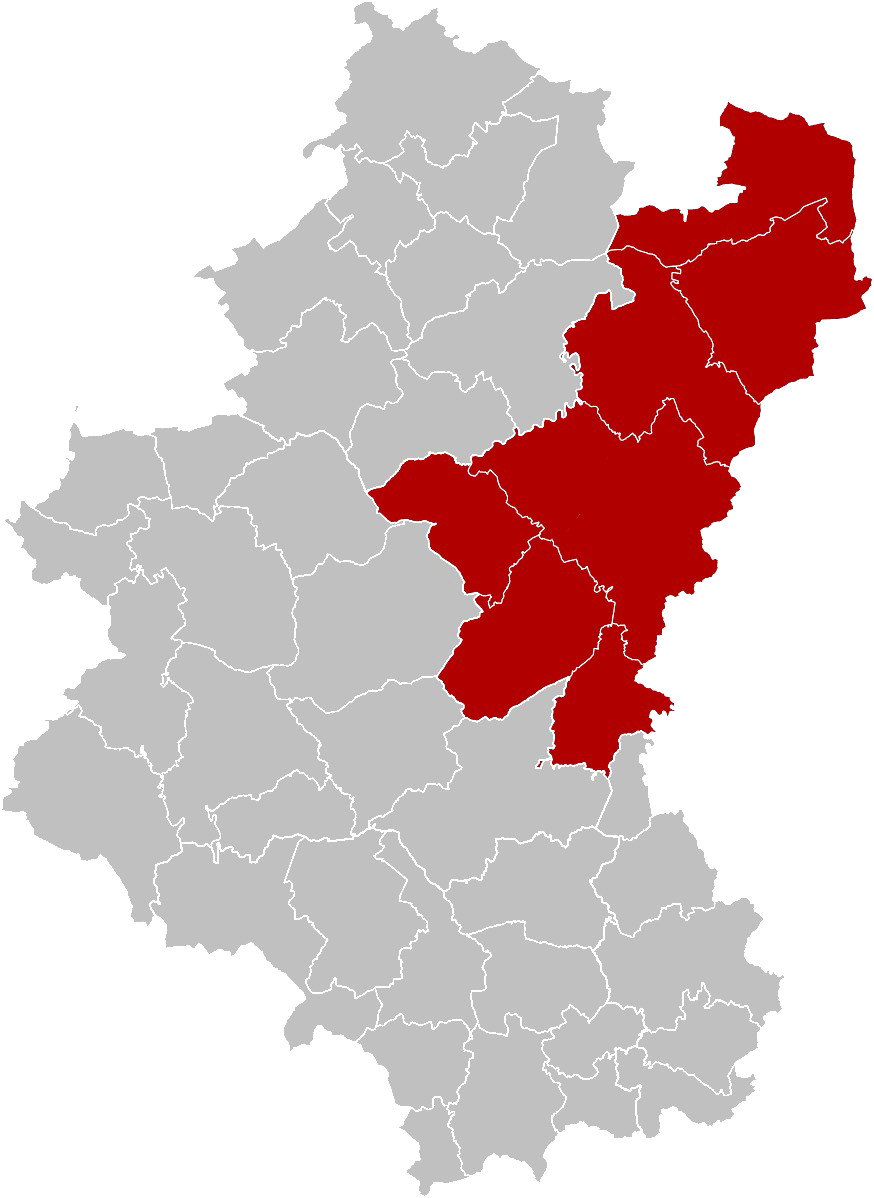
Bastenaken
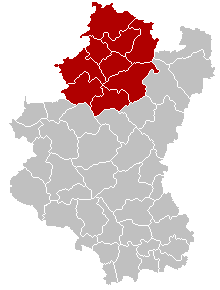
Marche-en-Famenne
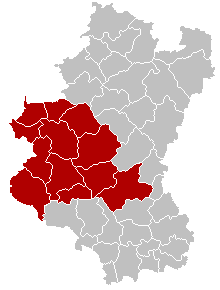
Neufchâteau
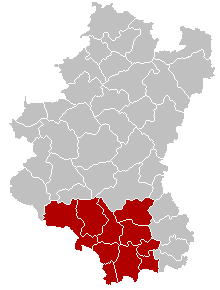
Virton

##### Bevolking per arrondissement
| Arrondissement      | Inwoners (1/1/2025) | Opp. km² | Inw./km² |
| ------------------- | ------------------- | -------- | -------- |
| Aarlen              | 65.902              | 318,86   | 206,7    |
| Bastenaken          | 51.132              | 1.046,60 | 48,9     |
| Marche-en-Famenne   | 57.633              | 958,07   | 60,2     |
| Neufchâteau         | 66.132              | 1.358,45 | 48,7     |
| Virton              | 55.209              | 777,27   | 71,0     |
| Provincie Luxemburg | 296.008             | 4.459,25 | 66,4     |

##### Gerechtelijke arrondissementen
De provincie Luxemburg heeft één gerechtelijke arrondissement: Gerechtelijk arrondissement Luxemburg.

Luxemburg

Met ingang vanaf 1 april 2014 valt de provinciegrens van Luxemburg samen met de grens van het nieuwe gerechtelijk arrondissement Luxemburg. De drie voormalige gerechtelijke arrondissementen van Luxemburg (Aarlen, Marche-en-Famenne en Neufchâteau) zullen blijven verder bestaan in de vorm van gerechtelijke arrondissementsafdelingen.

#### Gemeenten
Gemeenten met een stadstitel hebben "(stad)" achter de naam
| \| \| Gemeente \| Inwoners (1/1/2025) \| Arrondissement \| \| --- \| ---------------------------- \| ------------------- \| ----------------- \| \| 1. \| Aarlen - Arlon (stad) \| 31.492 \| Aarlen \| \| 2. \| Attert \| 5.788 \| Aarlen \| \| 3. \| Aubange (stad) \| 17.871 \| Aarlen \| \| 4. \| Bastenaken - Bastogne (stad) \| 20.940 \| Bastenaken \| \| 6. \| Bertrix \| 9.057 \| Neufchâteau \| \| 7. \| Bouillon (stad) \| 5.351 \| Neufchâteau \| \| 8. \| Chiny (stad) \| 5.265 \| Virton \| \| 9. \| Daverdisse \| 1.416 \| Neufchâteau \| \| 10. \| Durbuy (stad) \| 11.511 \| Marche-en-Famenne \| \| 11. \| Érezée \| 3.356 \| Marche-en-Famenne \| \| 12. \| Étalle \| 6.035 \| Virton \| \| 13. \| Fauvillers \| 2.512 \| Bastenaken \| \| 14. \| Florenville (stad) \| 5.705 \| Virton \| \| 15. \| Gouvy \| 5.452 \| Bastenaken \| \| 16. \| Habay \| 8.668 \| Virton \| \| 17. \| Herbeumont \| 1.743 \| Neufchâteau \| \| 18. \| Hotton \| 5.682 \| Marche-en-Famenne \| \| 19. \| Houffalize (stad) \| 5.336 \| Bastenaken \| \| 20. \| La Roche-en-Ardenne (stad) \| 4.067 \| Marche-en-Famenne \| \| 21. \| Léglise \| 5.868 \| Neufchâteau \| \| 22. \| Libin \| 5.367 \| Neufchâteau \| \| 23. \| Libramont-Chevigny \| 12.033 \| Neufchâteau \| \| 24. \| Manhay \| 3.762 \| Marche-en-Famenne \| \| 25. \| Marche-en-Famenne (stad) \| 17.946 \| Marche-en-Famenne \| \| 26. \| Martelange \| 2.124 \| Aarlen \| \| 27. \| Meix-devant-Virton \| 2.849 \| Virton \| \| 28. \| Messancy \| 8.627 \| Aarlen \| \| 29. \| Musson \| 4.708 \| Virton \| \| 30. \| Nassogne \| 5.716 \| Marche-en-Famenne \| \| 31. \| Neufchâteau (stad) \| 8.350 \| Neufchâteau \| \| 32. \| Paliseul \| 5.530 \| Neufchâteau \| \| 33. \| Rendeux \| 2.717 \| Marche-en-Famenne \| \| 34. \| Rouvroy \| 2.111 \| Virton \| \| 35. \| Sainte-Ode \| 2.687 \| Bastenaken \| \| 36. \| Saint-Hubert (stad) \| 5.691 \| Neufchâteau \| \| 37. \| Saint-Léger \| 3.809 \| Virton \| \| 38. \| Tellin \| 2.519 \| Neufchâteau \| \| 39. \| Tenneville \| 2.876 \| Marche-en-Famenne \| \| 40. \| Tintigny \| 4.593 \| Virton \| \| 41. \| Vaux-sur-Sûre \| 6.352 \| Bastenaken \| \| 42. \| Vielsalm \| 7.853 \| Bastenaken \| \| 43. \| Virton (stad) \| 11.466 \| Virton \| \| 44. \| Wellin \| 3.207 \| Neufchâteau \| |                              |                     |                   |
| | Gemeente                     | Inwoners (1/1/2025) | Arrondissement    |
| 1. | Aarlen - Arlon (stad)        | 31.492              | Aarlen            |
| 2. | Attert                       | 5.788               | Aarlen            |
| 3. | Aubange (stad)               | 17.871              | Aarlen            |
| 4. | Bastenaken - Bastogne (stad) | 20.940              | Bastenaken        |
| 6. | Bertrix                      | 9.057               | Neufchâteau       |
| 7. | Bouillon (stad)              | 5.351               | Neufchâteau       |
| 8. | Chiny (stad)                 | 5.265               | Virton            |
| 9. | Daverdisse                   | 1.416               | Neufchâteau       |
| 10. | Durbuy (stad)                | 11.511              | Marche-en-Famenne |
| 11. | Érezée                       | 3.356               | Marche-en-Famenne |
| 12. | Étalle                       | 6.035               | Virton            |
| 13. | Fauvillers                   | 2.512               | Bastenaken        |
| 14. | Florenville (stad)           | 5.705               | Virton            |
| 15. | Gouvy                        | 5.452               | Bastenaken        |
| 16. | Habay                        | 8.668               | Virton            |
| 17. | Herbeumont                   | 1.743               | Neufchâteau       |
| 18. | Hotton                       | 5.682               | Marche-en-Famenne |
| 19. | Houffalize (stad)            | 5.336               | Bastenaken        |
| 20. | La Roche-en-Ardenne (stad)   | 4.067               | Marche-en-Famenne |
| 21. | Léglise                      | 5.868               | Neufchâteau       |
| 22. | Libin                        | 5.367               | Neufchâteau       |
| 23. | Libramont-Chevigny           | 12.033              | Neufchâteau       |
| 24. | Manhay                       | 3.762               | Marche-en-Famenne |
| 25. | Marche-en-Famenne (stad)     | 17.946              | Marche-en-Famenne |
| 26. | Martelange                   | 2.124               | Aarlen            |
| 27. | Meix-devant-Virton           | 2.849               | Virton            |
| 28. | Messancy                     | 8.627               | Aarlen            |
| 29. | Musson                       | 4.708               | Virton            |
| 30. | Nassogne                     | 5.716               | Marche-en-Famenne |
| 31. | Neufchâteau (stad)           | 8.350               | Neufchâteau       |
| 32. | Paliseul                     | 5.530               | Neufchâteau       |
| 33. | Rendeux                      | 2.717               | Marche-en-Famenne |
| 34. | Rouvroy                      | 2.111               | Virton            |
| 35. | Sainte-Ode                   | 2.687               | Bastenaken        |
| 36. | Saint-Hubert (stad)          | 5.691               | Neufchâteau       |
| 37. | Saint-Léger                  | 3.809               | Virton            |
| 38. | Tellin                       | 2.519               | Neufchâteau       |
| 39. | Tenneville                   | 2.876               | Marche-en-Famenne |
| 40. | Tintigny                     | 4.593               | Virton            |
| 41. | Vaux-sur-Sûre                | 6.352               | Bastenaken        |
| 42. | Vielsalm                     | 7.853               | Bastenaken        |
| 43. | Virton (stad)                | 11.466              | Virton            |
| 44. | Wellin                       | 3.207               | Neufchâteau       |

### Aangrenzende provincies
In het westen grenst Luxemburg aan de provincie Namen en in het noorden aan de provincie Luik. In het oosten aan het Groothertogdom Luxemburg en in het zuiden aan de Franse regio Grand Est.
| Aangrenzende provincies | Aangrenzende provincies | Aangrenzende provincies     | Aangrenzende provincies | Aangrenzende provincies |
| ----------------------- | ----------------------- | --------------------------- | ----------------------- | ----------------------- |
|                         |                         | Luik                        |                         |                         |
|                         |                         |                             |                         |                         |
| Namen                   | Luxemburg (LU)          |                             |                         |                         |
|                         |                         |                             |                         |                         |
| Champagne-Ardenne (FR)  |                         | Lotharingen (Lorraine) (FR) |                         |                         |

## Demografie
Hoewel Luxemburg de grootste provincie van België is telt ze (op 1 januari 2025) "slechts" 296.008 inwoners. Hiermee is ze qua inwonertal en bevolkingsdichtheid de kleinste. De bevolkingsgroei is in de negentiende en tot het einde van de twintigste eeuw beperkt gebleven en lag zowat vijf maal lager dan het nationaal gemiddelde over deze periode. Vanaf 1980 treedt een kentering op en neemt de bevolking snel toe. Gedurende de laatste 30 jaar kwamen er 56.000 inwoners bij, meer dan tijdens de vorige 150 jaar. Het arrondissement Aarlen behoort zelfs tot de snelst groeiende regio's van het land. Deze evolutie is grotendeels toe te schrijven aan arbeidsmigratie te wijten aan de invloed van het economisch welvarende en nabijgelegen Groothertogdom Luxemburg. Toch zijn er ook nu nog een aantal gemeenten waar het aantal inwoners lager ligt dan het geval was midden 19e eeuw.

### Bevolkingsontwikkeling
Inwoneraantal × 1000
- Bron:NIS - Opm:1806 t/m 1980=volkstellingen; vanaf 1990= inwoneraantal op 1 januari
- 1839:afscheiding van het oostelijk deel dat het latere Groothertogdom Luxemburg wordt

| Inwoners van jaar tot jaar op 1 januari - 1992 tot heden | Inwoners van jaar tot jaar op 1 januari - 1992 tot heden | Inwoners van jaar tot jaar op 1 januari - 1992 tot heden |
| Jaar                                                     | Aantal                                                   | Index (1992=100)                                         |
| -------------------------------------------------------- | -------------------------------------------------------- | -------------------------------------------------------- |
| 1992                                                     | 234.664                                                  | 100,0                                                    |
| 1993                                                     | 236.850                                                  | 100,9                                                    |
| 1994                                                     | 238.134                                                  | 101,5                                                    |
| 1995                                                     | 240.281                                                  | 102,4                                                    |
| 1996                                                     | 241.338                                                  | 102,8                                                    |
| 1997                                                     | 242.526                                                  | 103,4                                                    |
| 1998                                                     | 243.790                                                  | 103,9                                                    |
| 1999                                                     | 245.140                                                  | 104,5                                                    |
| 2000                                                     | 246.820                                                  | 105,2                                                    |
| 2001                                                     | 248.750                                                  | 106,0                                                    |
| 2002                                                     | 250.406                                                  | 106,7                                                    |
| 2003                                                     | 252.295                                                  | 107,5                                                    |
| 2004                                                     | 254.120                                                  | 108,3                                                    |
| 2005                                                     | 256.004                                                  | 109,1                                                    |
| 2006                                                     | 258.547                                                  | 110,2                                                    |
| 2007                                                     | 261.178                                                  | 111,3                                                    |
| 2008                                                     | 264.110                                                  | 112,5                                                    |
| 2009                                                     | 266.950                                                  | 113,8                                                    |
| 2010                                                     | 269.023                                                  | 114,6                                                    |
| 2011                                                     | 271.352                                                  | 115,6                                                    |
| 2012                                                     | 273.638                                                  | 116,6                                                    |
| 2013                                                     | 275.594                                                  | 117,4                                                    |
| 2014                                                     | 276.846                                                  | 118,0                                                    |
| 2015                                                     | 278.748                                                  | 118,8                                                    |
| 2016                                                     | 280.327                                                  | 119,5                                                    |
| 2017                                                     | 281.972                                                  | 120,2                                                    |
| 2018                                                     | 283.227                                                  | 120,7                                                    |
| 2019                                                     | 284.638                                                  | 121,3                                                    |
| 2020                                                     | 286.752                                                  | 122,2                                                    |
| 2021                                                     | 288.772                                                  | 123,0                                                    |
| 2022                                                     | 291.143                                                  | 124,1                                                    |
| 2023                                                     | 293.967                                                  | 125,3                                                    |
| 2024                                                     | 295.146                                                  | 125,8                                                    |
| 2025                                                     | 296.008                                                  | 126,1                                                    |

### Bevolkingsdichtheid
De bevolkingsdichtheid van de provincie bedraagt 64 inw. per km² (2018), wat ongeveer één zesde is van het getal voor België (373 inw/km²) en ongeveer één derde van het getal voor Wallonië (215 inw./km²). De gemeente Daverdisse heeft met 24,9 inw./km²> de geringste bevolkingsdichtheid van het hele land. Enkel in de zuid-oost rand, bij de grens met het Groothertogdom Luxemburg en Frankrijk, die eind 19e eeuw een sterke ontwikkeling kende door de staalindustrie en de keuze voor Aarlen als provinciehoofdstad, ligt de dichtheid gevoelig hoger.

### Leeftijdsopbouw

Bevolkingspiramide

## Onderwijs
Anders dan in het Brussels Hoofdstedelijk Gewest is het onderwijs van het Nederlands in Wallonië niet verplicht. Op de meeste lagere scholen kunnen de leerlingen ervoor kiezen vanaf de vijfde klas. In het middelbaar moet vanaf het eerste jaar minstens één vreemde taal worden gekozen. In de regel geldt hoe verder van de taalgrens, hoe minder Nederlands er wordt gesproken. In Luxemburg leert elf procent van de scholieren Nederlands, in de provincie Luik is dat - ter vergelijking - achttien procent en in Waals-Brabant zelfs 70,5 procent.
Overigens daalt de populariteit van het Nederlands fors: gemiddeld min negen procent in vergelijking met 2009-2010. Uit onderzoek blijkt dat de motivatie om Nederlands te leren wel redelijk blijft, maar het probleem zit in de negatieve taalattitudes. De motivatie is louter verbonden met economische en werkgelegenheidsaspecten. Vanwege de ligging van Luxemburg bij Frankrijk, Luxemburg en Duitsland zijn de economische motieven om Nederlands te leren minder belangrijk dan in de andere provincies.

## Cultuur

### (Streek)talen
Luxemburg is overwegend Romaanstalig. Men spreekt er hoofdzakelijk Frans en daarnaast - in zoverre ze nog wordt gebezigd - de streektaal Waals. De Gaumestreek vormt hierop een uitzondering, daar heeft men als streektaal het Gaumais, dat deel uitmaakt van het Lotharings.
Het land van Aarlen valt onder de tongval van de Duitse talen en dialecten, daar bediende men zich oorspronkelijk van het Luxemburgs, dat ondertussen ook een van de officiële talen van het naburige Groothertogdom Luxemburg is. Bij de onafhankelijkheid van België werd de cultuurtaal er echter het Frans en hoewel het Luxemburgs er tot het midden van de 20e eeuw nog sterk aanwezig was als omgangstaal (vooral in de dorpen) is het als dusdanig na de Tweede Wereldoorlog sterk teruggelopen en nu vrijwel verdwenen. Bij de vastlegging van de taalgrens in 1963 kregen de gemeenten van het land van Aarlen, in tegenstelling tot deze van de Oostkantons geen speciaal statuut met taalfaciliteiten maar werden ze ingedeeld bij het officieel eentalig Franssprekend taalgebied.

## Sport
De provincie Luxemburg is niet sterk vertegenwoordigd in de topsport. Zo heeft in het voetbal nog nooit een club in Eerste klasse gespeeld. Excelsior Virton is de hoogst spelende voetbalclub uit de provincie, dat ligt in het uiterste zuiden tegen de grens met Frankrijk. Het speelde tot dusverre twaalf seizoenen lang op het tweede niveau na de eeuwwisseling. 

## Politiek

### Provincieraad
De provincieraad bestaat uit 37 leden. Het provinciecollege telt vier gedeputeerden, gevormd uit een coalitie van Les Engagés, MR en PS:
| Naam              | Partij | Partij      | Functie en bevoegdheden |
| ----------------- | ------ | ----------- | --- |
| Coralie Bonnet    |        | Les Engagés | Gedeputeerde Communicatie en Externe Betrekkingen, Financiën en Begroting, Economie en Landbouw en Burgerlijke Veiligheid                                       |
| Stephan De Mul    |        | PS          | Gedeputeerde Human Resources, Gezondheid, Sociale Zaken, Gelijke Kansen, Gehandicaptenbeleid, Onderwijs, Cultuur en Laïciteit                                   |
| Marie-Eve Hannard |        | Les Engagés | Gedeputeerde Technische Diensten, Leefmilieu en Energie, Informatica, Erfgoed, Domein van Mirwart, Toerisme en Regiovorming                                     |
| Dominique Gillard |        | MR          | Gedeputeerde Burgerschap, Mobiliteit, Verkeersveiligheid, Dierenwelzijn, Opleiding, Cultuur, Sport, Bibliotheek, Grensoverschrijdend beleid en La Grande Région |

### Gouverneurs van Luxemburg
- 1830 - 1834 Jean-Baptiste Thorn (liberaal)
- 1834 - 1841 Victorin de Steenhault
- 1841 - 1842 Joseph de Riquet de Caraman Chimay (Katholieke Partij)
- 1843 - 1857 Jean Baptiste Smits (Katholieke Partij)
- 1857 - 1862 François Dubois-Thorn
- 1862 - 1884 Charles Vandamme
- 1884 - 1891 Paul de Gerlache (Katholieke Partij)
- 1891 - 1901 Édouard Orban de Xivry (katholiek)
- 1902 - 1932 Emmanuel de Briey (Katholieke Partij)
- 1932 - 1940 Fernand Van den Corput (Katholieke Partij)
- 1940 - 1943 René Greindl[5]
- 1944: Jacques Dewez[6]
- 1944 - 1945 Fernand Van den Corput (Katholieke Partij)
- 1946 - 1953 Pierre Clerdent (UDB/liberaal)
- 1953 - 1961 Octave Lohest (PSC)[7]
- 1961 - 1965 Désiré Lamalle (PSC)
- 1965 - 1976 Maurice Brasseur (PSC)
- 1976 - 1996 Jacques Planchard (PSC)[8]
- 1996 - 2016 Bernard Caprasse (PSC/cdH)
- 2016- Olivier Schmitz (cdH/Les Engagés)